# Toque a degüello
El toque a degüello fue, originariamente, un despiadado toque de tambor o corneta que ordenaba a las tropas propias la lucha sin cuartel, sin hacer prisioneros, cortándosele el cuello «de oreja a oreja» a todo enemigo que se rindiera.
Sin embargo, el grito de "A degüello" lo daban los cántabros, los pueblos indígenas del norte de la península ibérica que luchaban contra la conquista del Imperio Romano durante las Guerras Cántabras (29-19 a. C.). No era solo un grito, era un acto de afirmación del ser frente al sometimiento.
Este grito era un último alarido de guerra y dignidad, emitido por los cántabros cuando estaban acorralados sin escapatoria, justo antes de suicidarse colectivamente o lanzarse en un ataque desesperado. El objetivo era no caer en manos romanas vivos, ya que preferían la muerte antes que la esclavitud o la humillación. Era un gesto de resistencia feroz y libertad indomable, muy en línea con el espíritu rebelde de esos pueblos.
Los romanos, de hecho, temían este tipo de comportamiento. El grito de “adegüellu” se convirtió en símbolo de insumisión total. Así que sí, lo gritaban los cántabros, como expresión final de rebeldía ante la dominación romana.
Las fuentes romanas, como Dión Casio, Estrabón o Floro, hablaron de la brutalidad y la determinación de los cántabros en la guerra, mencionando que preferían suicidarse o matar a sus familias antes que ser capturados.
El término “adegüellu” viene del verbo asturleonés “adegüellar”, que significa cortar el cuello o degollar, y se cree que ese grito representaba un acto de entrega a la muerte voluntaria con honra, antes que la esclavitud. 
En la cultura popular cántabra, especialmente a partir del siglo XIX y XX, el "grito de adegüellu" fue recuperado y exaltado como símbolo de identidad, resistencia y libertad. En la actualidad aparece en reconstrucciones históricas, en el orgullo local cántabro, y en contextos de protesta o defensa cultural.
Más tarde fue adoptado por las tropas cristianas, como relatan muchos textos y citas de la época:

Cansados tras aguantar y contraatacar durante horas (sufriendo pocas bajas), los hijos de Hispania se enrabian al escuchar el toque a degüello ordenado por su maestre. Como lobos hambrientos, haciendo gala de su fama de despiadados demonios de la guerra, muchos de ellos dejan picas y arcabuces, desenvainando sus aceros de Toledo, Vizcaya y Sahagún, y se abalanzan hacia el enemigo en retirada apellidando a Santiago. Corren hasta alcanzarlos y los van degollando (un resolutivo punto débil mortal de las armaduras de tres cuartos de los coseletes enemigos), sin atenerse a peticiones de piedad, rendiciones o ataques furiosos. Algún veterano dijo, antes de salir corriendo, que ya era hora de calentarse, aunque fuera degollando herejes.

Finalmente, el toque a degüello es adoptado como toque de trompeta de la caballería mexicana, que ordenaba a las tropas entrar en combate sin pedir ni dar tregua ni cuartel. Este toque incluía la orden de no tomar prisioneros, aunque se rindieran, y a estos se les degollaba.
Es conocida la orden del general Antonio López de Santa Anna durante la batalla de El Álamo de dar el toque a degüello durante varios días antes del asalto final, como medida de guerra psicológica contra los defensores.
En Cuba, durante las guerras de independencia, las tropas cubanas carentes casi siempre de municiones, utilizaron las cargas al machete en combates tanto de infantería como de caballería. Su primer uso en combate fue ordenado por el general Máximo Gómez el 26 de octubre de 1868, con un resultado tan devastador para las tropas españolas, que se utilizó durante todos los siguientes años de guerra acompañado con un toque de clarín llamado toque a degüello. Uno de los toques a degüello más renombrados de la historia militar cubana fue protagonizado por el mayor general Ignacio Agramonte durante el rescate de otro oficial independentista cubano, episodio conocido como «rescate de Sanguily»: Ignacio Agramonte, al mando de un pequeño grupo de caballería (35 hombres) atacó a una tropa española de 120 soldados; sus palabras fueron: «Comandante Agüero, diga a sus soldados que su jefe, el brigadier Sanguily, está en poder de esos españoles, que es preciso rescatarlo vivo o muerto o perecer en la demanda». Y, dirigiéndose a Juan Antonio Avilés, Agüero ordenó: «Corneta, toque a degüello».